# Gyretes ceylonicus
Gyretes ceylonicus là một loài bọ cánh cứng trong họ van Gyrinidae. Loài này được Redtenbacher miêu tả khoa học năm 1868.